# Президентские выборы в Сальвадоре (1999)
Президентские выборы в Сальвадоре проходили 7 марта 1999 года. В результате победу одержал кандидат Националистического республиканского альянса Франсиско Флорес, получивший большинство голосов в 1-м туре.

## Результаты
| Кандидат                           | Партия                                                                               | Голоса    | %     |
| ---------------------------------- | ------------------------------------------------------------------------------------ | --------- | ----- |
| Франсиско Флорес                   | Националистический республиканский альянс                                            | 614 268   | 51,96 |
| Факундо Гуардадо                   | Фронт национального освобождения имени Фарабундо Марти — Социально-христианский союз | 343 472   | 29,05 |
| Рубен Замора                       | Объединённый демократический центр                                                   | 88 640    | 7,50  |
| Родольфо Паркер                    | Христианско-демократическая партия                                                   | 67 207    | 5,68  |
| Эрнан Контрерас                    | Национальная коалиционная партия                                                     | 45 140    | 3,82  |
| Сальвадор Нельсон Гарсиа           | Демократическая республиканская лига                                                 | 19 269    | 1,63  |
| Франсиско Айала                    | Партия объединённого народа и нового согласия                                        | 4252      | 0,36  |
| Недействительных/пустых бюллетеней | Недействительных/пустых бюллетеней                                                   | 40 967    | -     |
| Всего                              | Всего                                                                                | 1 223 215 | 100   |
| Источник: Nohlen                   |                                                                                      |           |       |